# Bakk Elek
Bakk Elek (Felsőboldogfalva, 1899. április 13. – Székelyudvarhely, 1972. január 21.) magyar orvos és orvosi közíró. Testvére Bakk Péter, felesége B. Takács Sára, leányai László-Bakk Anikó és Bakk Éva.

## Életútja, munkássága
A Korunkban, az Előrében és Hargitában egészségügyi nevelő, orvosi-etikai cikkeket közölt, foglalkoztatta a balneológia és tervet dolgozott ki Székelyudvarhely fürdővárossá alakítására. Az ÁGISZ Hasznos Könyvtárában jelent meg Rajtad is múlik, hogy beteg ne légy! (Brassó 1936) c. tudományos tájékoztatása. Az 1930-as években Bukarest, az utolsó évtizedekben Székelyudvarhely művelődési mozgalmainak támogatója volt, háza Székelyudvarhelyen az 1940-es évektől eszmei vitákat ébresztő irodalmi szalon, ahol megfordult Móricz Zsigmond, Féja Géza, Németh László, a festőművész Nagy Imre s a Forrás fiatal nemzedéke.